# Lappeenranta
Lappeenranta (em sueco: Villmanstrand) é uma cidade e município da Finlândia à beira do lago Saimaa no sudeste do país, a aproximadamente 30 km da fronteira com a Rússia. Pertence à província da Finlândia Meridional e a região da Carélia do Sul. Possui 72 003 habitantes (31 de dezembro de 2010). A cidade foi fundada em 1649 pela rainha Cristina da Suécia, ao permitir o comércio no então mercado de Lapvesi.
A partir de 1 de janeiro de 2009, a cidade incorporou a antiga cidade e município de Joutseno e, a partir de 1 de janeiro de 2010, incorporou o antigo município de Ylämaa.
Graças à proximidade com a Rússia, o número de turistas russos tem aumentado consideravelmente nos últimos anos. De fato, São Petersburgo, na Rússia está mais próxima (211 km) que Helsinque (221 km), a capital da Finlândia.
A cidade possui um aeroporto e a Universidade Politécnica de Lappeenranta.
Laila Hirvisaari (anteriormente Laila Hietamies) tem escrito uma série de novelas sobre Lappeenranta e sua gente.

## Turismo

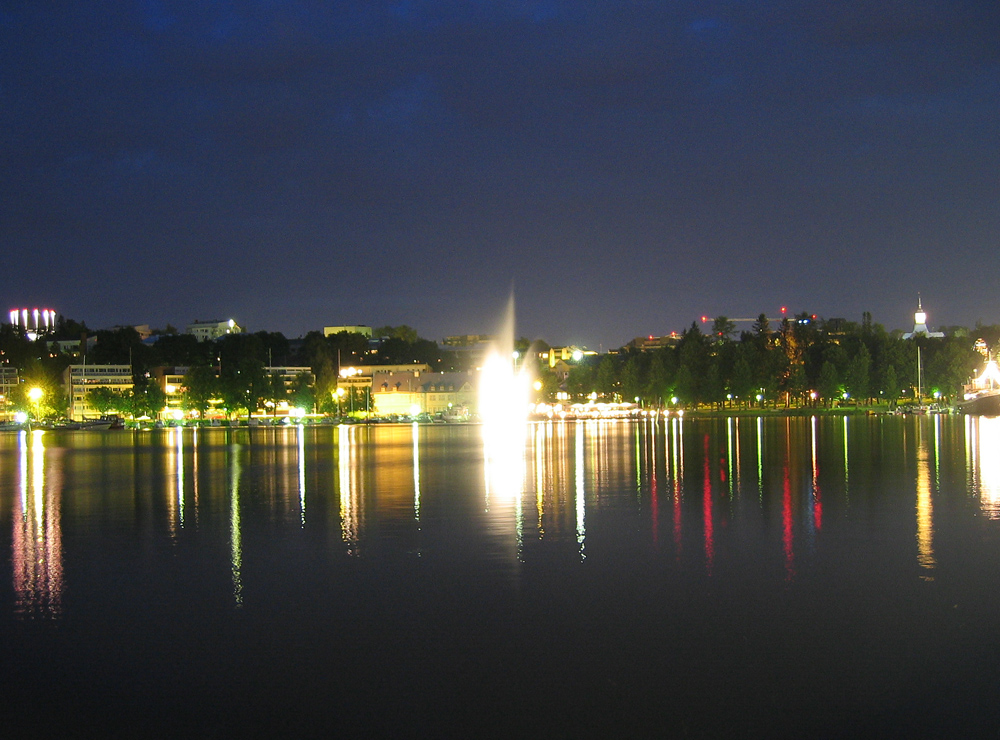
Imagem noturna de perto de Lappeenranta

Lappeenranta é famosa como cidade de Verão, principalmente por seu lago Saimaa. Também, sua localização interior permite que os Verões sejam mais quentes e os Invernos mais frios que nas zonas costeiras do país.
Bons sítios e eventos para visitar são:
- O velho forte, com um grande número de museus e cafés.
- A zona portuária, com vistas para o lago e cruzeiros até Vyborg e perto do Canal de Saimaa.
- A torre de água, desde a qual se tem uma ampla panorâmica da cidade.
- O mercado central, onde se podem degustar as especialidades locais: pastéis de carne "Atomi", que significa átomo, e "Vety" (hidrogénio).
- A Noite do Forte, um festival cultural de dois dias que se celebra nos primeiros dias de Agosto.
- O Concurso Anual Nacional de Canções de Lappeenranta.
- A cidade possui a Igreja Ortodoxa Grega mais antiga da Finlândia.